# Vandœuvre Nancy Volley-Ball 2010-2011
Questa voce raccoglie le informazioni riguardanti il Vandœuvre Nancy Volley-Ball nelle competizioni ufficiali della stagione 2010-2011.

## Organigramma societario
Area direttiva
- Presidente: Serge Raineri

Area tecnica
- Allenatore: Cyril Wozniak

## Rosa
| N° | Nome                | Ruolo | Data di nascita  | Nazionalità sportiva |
| -- | ------------------- | ----- | ---------------- | -------------------- |
| 1  | Elizabeth Hintemann | S/O   | 6 luglio 1984    | Germania             |
| 2  | Yana Vovchenko      | P     | 15 marzo 1987    | Ucraina              |
| 3  | Sandrine Dorlus     | P     | 6 dicembre 1992  | Francia              |
| 4  | Marie Briot         | C     | 22 febbraio 1983 | Francia              |
| 5  | Alona Malysheva     | C     | 13 dicembre 1984 | Ucraina              |
| 6  | Alessandra Guerra   | S     | 5 aprile 1981    | Brasile              |
| 7  | Émilie Petković     | S     | 17 aprile 1983   | Francia              |
| 8  | Delphine Nercher    | S     | 19 marzo 1992    | Francia              |
| 9  | Chloé Adam          | L     | 13 giugno 1990   | Francia              |
| 10 | Nicole Koolhaas     | C     | 31 gennaio 1991  | Paesi Bassi          |
| 11 | Fatou Diouck        | S/O   | 19 giugno 1985   | Senegal              |
| 12 | Aïda Rejzovic       | C     | 14 dicembre 1987 | Svezia               |